# Aragon (Aude)
Aragon település Franciaországban, Aude megyében. Lakosainak száma 476 fő (2022. január 1.). Aragon Conques-sur-Orbiel, Fraisse-Cabardès, Montolieu, Moussoulens, Pennautier, Ventenac-Cabardès, Villardonnel és Villegailhenc községekkel határos.

## Népesség
A település népességének változása:
| Lakosok száma | 304  | 374  | 389  | 441  | 421  | 433  | 433  | 456  | 467  | 476  |
|               | 1968 | 1982 | 1990 | 2006 | 2013 | 2015 | 2017 | 2019 | 2020 | 2022 |